# 시엔 디아스 파라 에나모라르세
《시엔 디아스 파라 에나모라르세》(스페인어: Cien días para enamorarse)는 2018년 방영된 아르헨티나의 텔레노벨라이다.